# Giuseppe La Mura
Giuseppe La Mura (Pompei, 28 settembre 1940) è un ex canottiere, medico, allenatore di canottaggio e direttore tecnico italiano.

## Biografia
Negli anni '60 compie gli studi di medicina all'Università Federico II di Napoli e nel frattempo si avvicina al canottaggio dove sotto la guida di Arturo Cascone vince il titolo italiano in 2 jole seniores. Quando Cascone decide di trasferirsi a Torino per allenare il Sisport Fiat accetta l'incarico di allenatore del suo club, il Circolo Nautico Stabia.
Partito nel '90 Thor Nilsen, La Mura accetta l'incarico di Direttore Tecnico della FIC. Successivamente, riesce a portare l'Italia al vertice del medagliere internazionale ed olimpico con il successo di Sydney 2000, dove i suoi armi conquistano un oro (4x), due argenti (4- e 2xpl) e un bronzo(2x).
Nel quadrienno successivo, culminato ad Atene 2004, non riesce a bissare il successo australiano nonostante la conquista di tre bronzi (2x, 4- e 4-pl). Nel 2005 lascia il posto di Direttore Tecnico con il titolo di World Rowing Coach of the Year 2003 assegnatogli dalla FISA.
Nel dicembre del 2012 il Dottore torna a guidare il canottaggio italiano come direttore tecnico federale per il quadriennio 2013-2016 sotto la presidenza del suo ex-atleta Giuseppe Abbagnale.
Nel 2015 riceve la Palma d'Oro CONI al merito tecnico.